# Cyclingteam Jo Piels/Saison 2011
Dieser Artikel listet Erfolge und Mannschaft des Radsportteams Cyclingteam Jo Piels in der Saison 2011 auf.

## Erfolge in der UCI Europe Tour
Bei den Rennen der UCI Europe Tour im Jahr 2011 gelangen dem Team nachstehende Erfolge.
| Datum    | Rennen                         | Kat. | Fahrer             |
| -------- | ------------------------------ | ---- | ------------------ |
| 3. Juni  | 3. Etappe Tour de Berlin (EZF) | 2.2U | Jasper Hamelink    |
| 10. Juli | 4. Etappe Czech Cycling Tour   | 2.2  | Maurits Lammertink |

## Zugänge – Abgänge
| Zugänge                         | Team 2010      | Abgänge           | Team 2011                 |
| ------------------------------- | -------------- | ----------------- | ------------------------- |
| Jan Bos                         | Neoprofi       | Maarten de Jonge  | Endura Racing             |
| Jasper Hamelink                 | Neoprofi       | Marc Goos         | Rabobank Continental Team |
| Maurits Lammertink              | Neoprofi       | Thom van Dulmen   | Unbekannt                 |
| Brian Megens                    | Neoprofi       | Peter Jan Polling | Unbekannt                 |
| Rens te Stroet                  | Neoprofi       | Tom Relou         | Unbekannt                 |
| Mitchell Huenders (ab 1. April) | BKCP-Powerplus |                   |                           |

## Mannschaft
| Name                 | Geburtstag           | Nationalität |              |
| -------------------- | -------------------- | ------------ | ------------ |
| Johim Ariesen        | 16. März 1988        | Niederlande  |              |
| Pim de Beer          | 4. Juli 1987         | Niederlande  |              |
| Jan Bos              | 20. August 1985      | Niederlande  |              |
| Marco Bos            | 5. Juli 1979         | Niederlande  |              |
| Jarno Gmelich        | 21. Juni 1989        | Niederlande  |              |
| Sierk de Haan        | 20. Juni 1981        | Niederlande  |              |
| Jasper Hamelink      | 12. Januar 1990      | Niederlande  |              |
| Mitchell Huenders    | 12. Juli 1988        | Niederlande  |              |
| Maurits Lammertink   | 31. August 1990      | Niederlande  |              |
| Bertjan Lindeman     | 16. Juni 1989        | Niederlande  |              |
| Brian Megens         | 26. Januar 1990      | Niederlande  |              |
| Cornelius van Ooijen | 23. Februar 1986     | Niederlande  |              |
| Jelle Posthuma       | 20. April 1990       | Niederlande  |              |
| Peter Schulting      | 19. August 1987      | Niederlande  |              |
| Rens te Stroet       | 23. September 1989   | Niederlande  |              |
| Bob van der Tholen   | 9. Oktober 1990      | Niederlande  |              |
| Stefan van Winden    | 12. Oktober 1989     | Niederlande  |              |
| Stagiaires           | Stagiaires           | Nationalität | Nationalität |
| Stefan Poutsma       | Stefan Poutsma       | Niederlande  |              |
| Geert van der Weijst | Geert van der Weijst | Niederlande  |              |

## Platzierungen in UCI-Ranglisten
UCI Europe Tour 2011
|       | Fahrer             | Punkte |
| ----- | ------------------ | ------ |
| 433.  | Bertjan Lindeman   | 36     |
| 560.  | Maurits Lammertink | 24     |
| 587.  | Rens de Stroet     | 22     |
| 640.  | Jasper Hamelink    | 19     |
| 650.  | Johim Ariesen      | 18     |
| 878.  | Jan Bos            | 8      |
| 878.  | Peter Schulting    | 8      |
| 1139. | Marco Bos          | 3      |
| 1139. | Jarno Gmelich      | 3      |